# Oánh Sơn Thiệu Cẩn
Oánh Sơn Thiệu Cẩn (zh. 瑩山紹瑾, ja. keizan jōkin), 1268-1325, là một vị Thiền sư Nhật Bản, Tổ thứ tư của tông Tào Động (ja. sōtō) sau Đạo Nguyên Hi Huyền (ja. dōgen kigen). Sư nối pháp Thiền sư Triệt Thông Nghĩa Giới (ja. tettsū gikai, 1219-1309), thành lập Tổng Trì tự (ja. sōji-ji), một trong hai ngôi chùa quan trọng nhất của dòng Tào Động song song với Vĩnh Bình tự (eihei-ji). Sư viết sách Truyền quang lục (zh. 傳光錄, ja. denkōroku), một tác phẩm được tất cả các dòng thiền Nhật Bản ưa chuộng và sử dụng cho đến ngày nay. Sư được các đệ tử trong tông môn Tào Động cung kính gọi là Đại Tổ (zh. 大祖, ja. daiso), Đạo Nguyên được gọi là Cao Tổ (zh. 高祖, ja. kōso).

## Cơ duyên
Sư quê tại Echizen, sớm được bà mẹ sùng tín gửi đến Vĩnh Bình tự để tu học. Sư thụ giới lần đầu (1280) nơi Thiền sư Cô Vân Hoài Trang (zh. 孤雲懷奘, ja. koun ejō, 1198-1280) - vị Tổ thứ hai của tông Tào Động. Chỉ một thời gian ngắn sau đó, Hoài Trang quy tịch và Sư lưu lại tu học với Thiền sư Nghĩa Giới đến năm 17 tuổi. Sau đó, Sư bắt đầu một cuộc hành cước kéo dài bốn năm (1285-1288), thu thập kiến thức cho cuộc đời hoằng hoá vinh quang của mình. Sư yết kiến nhiều vị cao tăng của nhiều tông phái khác nhau, tu tập Thiền theo Thiền sư Tịch Viên (zh. 寂圓, ja. jakuen, 1207-1299, bạn đồng học với Đạo Nguyên nơi Thiên Đồng Như Tịnh) tại Bảo Khánh tự (zh. 寶慶寺, ja. hōkyō-ji). Tại Kinh Đô (kyōto), Sư tu tập Thiền theo tông Lâm Tế dưới sự hướng dẫn của hai vị Đông Sơn Trạm Chiếu (zh. 東山湛照, ja. tōzan tanshō, 1231-1291) và Bạch Vân Huệ Hiểu (zh. 白雲慧曉, ja. hakuun egyō, 1228-1297), cả hai đều là môn đệ của Viên Nhĩ Biện Viên (zh. 圓爾辨圓, ja. enni ben' nen, 1202-1280). Một cuộc viếng thăm núi Tỉ Duệ (ja. hieizan) được Sư sử dụng để nghiên cứu giáo lý của Thiên Thai tông (zh. 天台宗, ja. tendai-shū). Sư cũng đến tham vấn Thiền sư Tâm Địa Giác Tâm (zh. 心地覺心, ja. shinchi kakushin, 1207-1298) - người đã đem tập công án quan trọng Vô môn quan sang Nhật.
Khi trở về học với Nghĩa Giới - lúc bấy giờ trụ trì chùa Đại Thừa (ja. daijō-ji) - Sư đại ngộ (1294) khi Nghĩa Giới trao cho môn đệ công án thứ 17 của Vô môn quan để tham cứu. Trong cuộc vấn đáp trong công án này, Thiền sư Nam Tuyền Phổ Nguyện trả lời sư Triệu Châu Tòng Thẩm "Tâm bình thường là Đạo" (bình thường tâm thị đạo). Khi Sư suy nghĩ trình Nghĩa Giới 'Bình thường tâm', Nghĩa Giới liền đánh ngay vào miệng Sư. Ngay lúc này, mắt tâm Sư liền mở sáng. Không bao lâu sau, Nghĩa Giới phó chúc Sư là người nối dõi tông đường và từ đây, Sư bắt đầu cuộc đời giáo hoá của mình.

## Sự nghiệp hoằng pháp
Sau khi thừa kế Nghĩa Giới trụ trì chùa Đại Thừa (1303), học chúng từ khắp nơi đến tham học và ngôi chùa này trở thành một trung tâm Phật giáo quan trọng của các miền Đông bắc Nhật Bản. Nơi đây, Sư hoàn tất hai tác phẩm quan trọng của mình là Truyền quang lục và Toạ thiền dụng tâm ký (zh. 坐禪用心記, ja. zazenyōjinki). Trong Toạ thiền dụng tâm ký, Sư khuyên mọi người chú tâm đến việc Toạ thiền (ja. zazen) và đặc biệt nhấn mạnh sự quan trọng của tư tưởng người đang toạ thiền. Tập này bắt đầu bằng những câu:
"Toạ thiền giúp con người khai sáng tâm lực và an trụ nơi cội nguồn. Đó chính là sự thấy rõ Bản lai diện mục, là sự phát minh tâm địa. Thân tâm đều biến mất, không còn vướng mắc vào những hành động như ngồi, nằm. Vì thế nên hành giả không nên nghĩ thiện, ác, vượt hẳn ngôn ngữ như phàm, thánh, vô minh, giác ngộ, rời bỏ cõi của chúng sinh và Phật."
Dựa trên các giáo lý nền tảng, Sư hướng dẫn rất tỉ mỉ về việc thực hành toạ thiền:
"Các buổi lễ long trọng và những ngôi chùa vĩ đại thờ Phật đều rất có ý nghĩa, nhưng nếu ai muốn toạ thiền rốt ráo, người ấy không được tham gia tổ chức các lễ này... Không nên toạ thiền ở nơi nào quá sáng hoặc quá tối, quá nóng hoặc quá lạnh, cũng không nên toạ thiền gần những người say đắm vào việc vui chơi hoặc kĩ nữ! Thiền đường, bên cạnh một vị thầy uy tín, cao vút trên núi hoặc tận sâu dưới thung lũng là những nơi thích hợp. Bên cạnh suối xanh, trên đỉnh núi cao là những nơi thuận tiện để kinh hành... Hành giả không được quên việc quán tất cả các pháp đều vô thường vì việc ấy giúp trau dồi tâm kiên cường... Lúc nào cũng giữ lòng từ bi và chuyển tất cả những phúc đức thu thập được đến tất cả chúng sinh! Không được phát tâm kiêu mạn, không được khinh thường Phật pháp! Những phong cách này chính là phong cách của phàm phu, ngoại đạo. Nếu lúc nào cũng chú tâm đến lời nguyện đoạn tất cả phiền não để đạt Giác ngộ thì phải toạ thiền và vô tác (không làm). Đây là quy luật quan trọng của việc toạ thiền."
Một trong những thành công lớn của Sư là việc thành lập hai ngôi chùa lớn của tông Tào Động, đó là Vĩnh Quang tự (ja. yōkō-ji) và Tổng Trì tự (ja. sōji-ji, 1322). Hậu Đề Hồ (ja. go-daigo) Thiên hoàng nâng cấp Tổng Trì tự ngang hàng với Vĩnh Bình tự (ja. eihei-ji) và gọi là Đại bản sơn (ja. daihonzan) của tông Tào Động.
Trong khoảng thời gian cuối đời, Sư lui về Vĩnh Quang tự và giao phó việc quản lý chùa Tổng Trì cho vị đại đệ tử là Nga Sơn Thiều Thạc (ja. gasan jōseki, 1275-1365). Trước khi tịch, Sư còn soạn tập Oánh Sơn thanh quy (zh. 瑩山清規, ja. keizan shingi). Hài cốt của Sư được chia ra và thờ cúng tại bốn ngôi chùa: Đại Thừa, Vĩnh Quang, Tổng Trì và Tịnh Trụ (淨住寺, ja. jōjū-ji).